# Exile (серия игр)
Это статья о серии компьютерных ролевых игр, об аниме см. Изгнанник (аниме)
Exile — серия компьютерных ролевых игр, созданная Джеффом Вогелем из Spiderweb Software. Были выпущены для Macintosh и Windows в качестве shareware. Exile III также была портирована на Linux сторонними разработчиками. Всего в серии вышло 4 игры, три первых были позже возрождены в серии игр Avernum.

## Игры

### Exile I: Escape from the Pit
Первая в серии игра строится на приключениях группы героев, оказавшихся заброшенными из верхнего мира в подземный мир под названием Экзайл (англ. Exile). Вскоре герои обнаруживают, что подземный мир населён изгнанниками Империи, расположенной на поверхности. Жители Экзайла измотаны постоянной войной и нападениями подземных чудовищ.
На своём пути герои встречают множество тех, кто хотел бы отомстить Империи за зло, причинённое жителям Экзайла. Постепенно желающие мести объединяются вокруг героев. В конце концов мстители убивают императора Хоторна в тронном зале его дворца, изгоняют князя демонов Гра-Хота, начинавшего представлять серьёзную опасность для подземных жителей, и прокладывают безопасный путь на поверхность.

### Exile II: Crystal Souls
События второй части непосредственно продолжают сюжетную линию первой игры. Осознав угрозу, которую представляют изгнанники, Империя стала посылать в подземный мир сильные вооружённые отряды. Кроме того, в разных местах мира начали появляться барьеры из магической энергии. Иногда их появление помогало изгнанникам, иногда — Империи, для которой людские потери были гораздо менее болезненны, чем для подземных жителей.
Вновь созданная группа героев встречает одно из существ, вызывающих появление барьеров, и отправляется навстречу новой расе, чтобы положить конец наметившейся враждебности. В конце концов ванхатаи (так называется новая раса) присоединяются к изгнанникам и помогают им отразить вторжение имперских сил.

### Exile III: Ruined World
События третьей игры происходят через некоторое время после окончания Exile II. Изгнанники хорошо подготовились к отправке небольшой экспедиции обратно на поверхность. Но, как только проходит изумление путешественников красотой верхнего мира, они начинают замечать, что всё вокруг не так замечательно, как представлялось им. Путешественники попадают в цепь нападений монстров и ужасных происшествий.
Герои исследуют верхний мир (таким было задание, данное членам экспедиции жителями Экзайла), а Империя просит их помочь спасти поверхность от порчи. Так изгнанники и Империя оказываются союзниками в попытке найти источник всех бед.

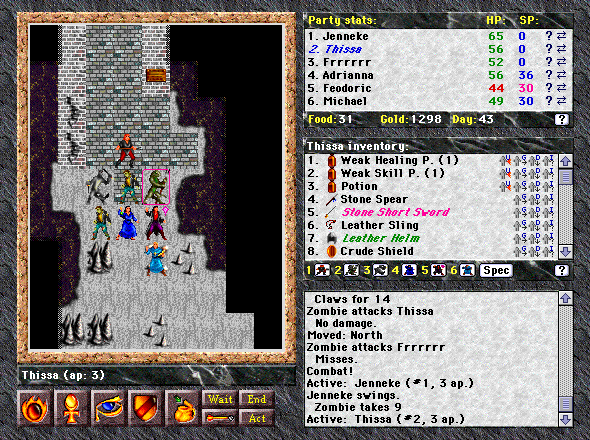
Скриншот боя в Mac-версии Blades of Exile

### Blades of Exile
В состав Blades of Exile входят три коротких сценария, действие которых происходит после событий главной трилогии, и редактор уровней, позволяющий игрокам создавать собственные сценарии. С момента выхода игры в 1997 году были опубликованы несколько сотен авторских сценариев. Наиболее известное место общения поклонников Blades of Exile — это официальный форум, запущенный на серверах компании. Среди содержимого форума — техническая поддержка для начинающих разработчиков и игроков, обзоры новых сценариев и обсуждение общих вопросов, связанных с использованием редактора уровней.
В июне 2007 года Джефф Вогель опубликовал исходный код Blades of Exile под лицензией GNU General Public License, версия 2.

## Особенности игр
Общей во всех играх серии является 2D графика и основная часть звукового оформления. Сюжет в играх трилогии нелинейный, рассчитанный на длительное, постепенное прохождение игры.

## Отзывы
Трилогия Exile получила достаточно лестные отзывы игровых критиков. Журнал PC Games писал: «Exile: Escape from the Pit предлагает нам несложный интерфейс в стиле point-and-click, приятную, без излишних амбиций, графику, … грамотно построенную литературную часть и почти полную свободу действий».
Exile II: Crystal Souls получила Eddy Award Honorable Mention for Best Shareware Game of the Year 1995 года, а также оценку в 5 звёзд из 5 от ZiffNet.
Exile III: Ruined World получила премию Shareware Game of the Year от Computer Gaming World и Ziff-Davis Publishing.

## Avernum
Несколько позже игры серии получили новое развитие под названием Avernum. В этом проекте двумерную графику, основанную на «тайлах», заменили изометрическим движком, много изменений также было внесено в ролевую систему и общее содержание игры. Пятая и шестая игры серии вышли под названием Avernum и были сделаны на основе одноимённого движка.

## Движок и интерфейс
В отличие от игрового движка, остававшегося практически неизменным на протяжении всей серии, интерфейс игры претерпел множество изменений. В каждой новой части использовалось другое размещение элементов управления и цветовая схема интерфейса. Кроме того, менялись окна инвентаря и информации о персонаже. Наиболее заметным различием между Exile I и Exile II стала смена фонового цвета и границы игрового окна. Между Exile II и Exile III интерфейс изменился гораздо больше: вновь изменились цвета и стили окна, кроме того, радикальным изменениям подверглось окно информации о персонаже; также появилось окно инвентаря. Изменения между Exile III и Blades of Exile вновь оказались менее значительны и затрагивали в основном цветовую схему и стили.